# لوچانو سالچه
لوچانو سالچه (ایتالیایی: Luciano Salce؛ ‏ ۲۵ سپتامبر ۱۹۲۲ – ۱۷ دسامبر ۱۹۸۹) کارگردان، بازیگر و فیلم‌نامه‌نویس اهل ایتالیا بود.

## فیلم‌شناسی
- ال گرکو (۱۹۶۶)
- اسکی مارپیچ (۱۹۶۵)
- مرد، زن و پول (۱۹۶۵)
- کشیش متأهل (۱۹۷۰)
- مرد سال (۱۹۷۱)
- مرتکب اعمال ناپاک نشو (۱۹۷۲)
- به بانو تجاوز شده است (۱۹۷۳)
- تقدیم به مادر عزیزم در زادروزش (۱۹۷۴)
- اردک در سس پرتقال (۱۹۷۵)
- نشان تو چیست؟ (۱۹۷۵)
- خانم صاحبخانه (۱۹۷۶)
- مرد لاتینو… تحت تعقیب (۱۹۷۷)
- کشور زیبا (۱۹۷۷)
- میلِ یک زن (۱۹۷۸)
- رو به جلو… حرکت! (۱۹۷۹)
- یک زن، دو دوست، چهار عاشق (۱۹۸۰)